# Walter Steinbach (Schriftsteller)
Walter Steinbach (* 20. März 1902 in Wiederitzsch; † 10. April 1947 in Berlin) war ein deutscher Schriftsteller und Herausgeber.

## Leben und Werk
Steinbach kam aus einer kleinbürgerlichen Familie. Er machte in Leipzig das Abitur, rebellierte aber in seiner Jugend, vorwiegend aus religiösen Gründen, gegen die kapitalistische Ordnung, wobei er sich auf Gerhart Hauptmann bezog. Die Schrecken des Ersten Weltkriegs machten ihn zum Kriegsgegner. Nach dem Scheitern der Novemberrevolution wurde er zum Anarchisten und Anhänger von Ernst Toller und Erich Mühsam. Dann fand er zur SPD, an deren Leipziger Zeitschriften Kulturwille. Monatsblatt für Kultur der Arbeiterschaft und Proletarische Heimstunden (Verlagsanstalt für proletarische Freidenker) er mitarbeitete.
Steinbach fühlte sich als Außenseiter der Gesellschaft. Er lehnte aus einer „lumpenproletarischen“ Haltung heraus die Ordnung der Weimarer Republik ab und führte ein vagantenhaftes Leben. Nur vorübergehend arbeitete er als Dramaturg und Hilfsregisseur am Städtischen Schauspielhaus Leipzig.
1925 veröffentlichte Steinbach im Roter Türmer Verlag Leipzig „proletarische Gedichte“ unter dem Titel Die roten Strassen, wozu Max Schwimmer die Illustrationen schuf. Der Verlag publizierte revolutionäre Literatur. Zu seinen Autoren gehörten u. a. Kurt Eisner, Erich Grisar und Kurt Kläber. Steinbach schrieb Gedichte, die vom Moritatenstil Frank Wedekinds und des jungen Bertolt Brecht beeinflusst waren, einige Erzählungen und Texte für Sprechchöre u. ä. Er nahm zunehmend soziale Themen auf, so im Text für Sprechchor Die Arbeitslosen (1928), in der Ballade von der Austreibung der Heidebauern (1930) oder im Song vom täglichen Brot (1931).
Steinbach kam um 1928 auch im Leipziger Rundfunk zu Wort, wo er im Zusammenhang mit der Edition von Jack Londons Werken im Universitas Verlag von London als „Vagabund von Gottes Gnaden“ sprach.
Steinbach verfiel anfangs der sozialen Demagogie der Nazis. Nach der Machtergreifung betätigte er sich als Autor und Herausgeber harmlos-heiterer Literatur. Er wendete sich dann aber von den Nazis ab und ging wohl in die innere Opposition. Nach dem Beginn des Zweiten Weltkriegs wurde er zur Wehrmacht eingezogen. Er nahm am Krieg teil und geriet in Kriegsgefangenschaft. Kurze Zeit nach seiner Entlassung starb Steinbach unter unbekannten Umständen in einem Berliner Obdachlosenasyl.
1948 publizierte der Karl Dietz Verlag Berlin Die Balladen und Songs des Walter Steinbach. Es sind Texte über den „werteschaffenden Menschen … in einfach-klobiger Sprache.“ Weiter liest man in dem Buch: „Da Walter Steinbach 1947 allzufrüh verstarb, sei diese erste gesammelte Ausgabe seiner Balladen und Songs als sein dichterisches Vermächtnis jener jungen Generation in die Hände gelegt, die auf Trümmern eine bessere Welt errichten wird.“
Rene Schwachhofer gab 1956 im Mitteldeutschen Verlag, Halle/Saale, Worte der Zeit mit Gedichten Steinbachs heraus.

## Weitere Werkbeispiele

### Als Autor
- Sebastian vom Dorfe. Ein Junge, ein Hund und was sie gemeinsam erlebten. Eine Jungensgeschichte. Gustav Weise Verlag, Leipzig, 1935 (mit Illustrationen von Carl Streller)
- Der Dichter Ernst Toller. In: Urania, Jena, Oktober 1924, S. 25/26 (Essay)
- Der Dichter Erich Mühsam. In: Urania, Jena, Heft 2/1924–1925, S. 57/58

### Als Herausgeber
- Proletarische Gedichte. Ernst Toller, dem Revolutionär, gewidmet. Roter Türmer Verlag, Leipzig, 1925

- So ein Spaß! Lustige Geschichten, Späße und lose Verse für Mädels. Gustav Weise Verlag, Berlin, 1936 (mit Rolf Italiaander; Illustrationen von Ruth Griffel u. a.)
- Was zum Lachen! Lustige Geschichten und Abenteuerberichte, Späße und lose Verse für Jungens. Gustav Weise Verlag, Leipzig, 1936 (mit Rolf Italiaander)
- Segen ist der Mühe Preis! Ernste und heitere Verse für Gemeinschaftsfeiern und andere festliche Anlässe. Mit Beiträgen älterer und neuer Autoren. Gustav Weise Verlag, Berlin/Leipzig, 1937 (Illustrationen von Fritz Stein)
- Hochzeit machen, das ist wunderschön! Ernste und heitere Verse für Verlobung und Polterabend, für die grüne, silberne und goldene Hochzeit. Gustav Weise Verlag, Berlin/Leipzig, 1937 (Illustrationen von Brigitte Krug von Nidda)
- Saure Wochen, frohe Feste! Ernste und heitere Verse für Feiern im Familienkreis und im Jahreslauf. Gustav Weise Verlag, Berlin/Leipzig, 1937